# 제피넨푸르게 고개
제피넨푸르게 고개(Sefinenfurgge)는 베른 알프스의 고개이다. 이 고개는 해발 2,612m에서 훈츠호른과 뷔틀라세의 봉우리 사이를 가로지른다.
이 고개는 해발 795m의 라우터브루넨 마을과 키엔탈(Kiental) 남쪽 상류의 1,408m 높이의 고산 마을 그리스알프(Griesalp)를 연결하는 하이킹 트랙을 통과한다. 키엔탈 입구에 있는 라이헨바흐 임 칸데르탈. 트랙은 스위스를 가로질러 자르간스와 몽트뢰 사이의 장거리 하이킹 코스인 알파인 패스 루트의 일부를 형성한다.